# Дигидропиран
Дигидропиран (оксен, 1-оксациклогекс-2-ен) — органическое соединение, относящееся к классам гетероциклов и циклических простых эфиров. Методы синтеза
Из тетрагидрофурфурилового спирта в присутствии оксида алюминия:

## Применение
Употребляется в органическом синтезе для тетрагидропиранильной защиты гидроксильной группы